# Christlich-soziale Volkspartei (Liechtenstein)
Die Christlich-soziale Volkspartei (VP) war eine Partei im Fürstentum Liechtenstein. Die Partei wurde 1918 kurz vor der Fortschrittlichen Bürgerpartei (FBP) gegründet.

## Geschichte
In Reaktion auf eine neue Gewerbeordnung, welche 1913 eingeführt werden sollte, wurde der Rechtsanwalt Wilhelm Beck mit Schreiben vom 23. März 1913 um Unterstützung durch die Kritiker dieser Änderung angerufen. Beck riet, politischen Einfluss zu nehmen und eine Partei zu gründen.
Die VP wurde 1918 gegründet. Mitbegründer der VP und Abgeordneter zum Landtag (1918–1928) war der Rechtsanwalt Wilhelm Beck, der auch bereits 1914 die Zeitung Oberrheinische Nachrichten mitbegründet hatte und langjähriger Redakteur war. Die VP wollte der Motor für grundlegende politische und soziale Reformen in Liechtenstein im frühen 20. Jahrhundert sein. Diese Ausrichtung sowie die Forderung nach einer Gleichberechtigung an der Machtausübung durch das Volk (neben dem Fürsten) führte dazu, dass die Mitglieder der VP als die „Roten“ bezeichnet wurden.
Das erste Parteiprogramm der VP wurde am 18. Januar 1919 in den Oberrheinischen Nachrichten publiziert.
1935 begann eine Annäherung zwischen der VP und der Partei Liechtensteiner Heimatdienst. Die mitgliederstärkere und christlich-sozial ausgerichtete VP fusionierte am 5. Januar 1936 mit dem deutschnationalen und autoritär ausgerichteten Liechtensteinischen Heimatdienst zur Vaterländischen Union. Wichtige Mitglieder des Liechtensteiner Heimatdienstes (z. B. Otto Schaedler oder Alois Vogt) erlangten in der neuen Partei einflussreiche Positionen.

## Parteiziele
Die VP verstand sich als Arbeiterpartei und wichtige Ziele waren:
- mehr demokratische Volksrechte,[5]
- soziale Sicherheit,
- Solidarität in der Gesellschaft
- starke Wirtschaft mit Ausrichtung zur Schweiz (anstelle von bisher nach Österreich).[6]

## Wahlerfolge
Bei den Landtagswahlen vom 11. und 18. März 1918 traten erstmals in Liechtenstein Kandidaten politischer Parteien an, welche direkt vom Volk gewählt wurden (früher durch Wahlmänner). Die VP trat 1918, 1922, Januar 1926, April 1926 und 1928 zur Landtagswahl an. Bis zur Wahl 1928 war die VP die stimmenstärkste Partei. Nach dem Bekanntwerden der Betrugsaffäre bei der Spar- und Leihkasse für das Fürstentum Liechtenstein (Sparkassa-Skandal) wurden der Landtag aufgelöst und Neuwahlen abgehalten. Dabei erreichte die FBP erstmals mehr Abgeordnete als die VP. 1930 wären regulär nach dem bisherigen Turnus nach Ansicht der VP Landtagswahlen angestanden. Die Regierung und der Landtag jedoch waren der Auffassung, dass mit den Wahlen 1928 eine neue Legislaturperiode begonnen und die nächsten regulären Wahlen daher 1932 stattzufinden hätten. Die vier Abgeordneten der VP sahen jedoch ihre Mandatszeit als beendet an und traten 1930 aus dem Landtag aus. Bei den stattfindenden Nachwahlen am 16. März 1930 erhielt die FBP alle Mandate, weil die VP aus Protest für die Wahlen keine Kandidaten aufstellte. Die FBP regierte in weiterer Folge von 1928 bis 1970 und die VP bzw. ab 1936 die VU, befand sich in der Oppositionsrolle.

## Zeitung
Der VP standen die Zeitungen Oberrheinische Nachrichten (1914–1924) und die Liechtensteiner Nachrichten (1924–1935) nahe. Anlässlich der Fusionierung der VP mit dem Liechtensteiner Heimatdienst wurde auch die Liechtensteiner Nachrichten mit dem Parteiorgan „Liechtensteiner Heimatdienst“ zusammengelegt und es entstand das Liechtensteiner Vaterland.